# Esclerogibídeos
Esclerogibídeos (Sclerogibbidae) é uma pequena família de vespas bastante atípicas, pertencente à superfamília Chrysidoidea, de insetos da ordem Hymenoptera. São todas pequenas, medindo bem menos de 1 cm, e apresentam um extremo dimorfismo sexual, em que as fêmeas são sempre ápteras (sem asas) e os machos sempre apresentam asas funcionais. Estas asas apresentam venação simples e não têm um pterostigma. As antenas são bastante longas e filiformes, com 14 até 39 segmentos, sendo o escapo (2o segmento antenal) sempre mais longo do que o pedicelo (1o segmento antenal). As pernas anteriores são mais grossas do que as demais, principalmente nas fêmeas. Sempre apresentam 2 esporões apicais nas tíbias traseiras, e um nas tíbias dianteiras. 
Estas vespas são parasitoides obrigatórios de insetos tecedores de seda da ordem Embiodea, sendo, assim, pouco comuns. Pouco se sabe sobre a biologia geral destes pequenos insetos, além de que habitam nas câmaras de seda de seus hospedeiros. Existem estudos com fósseis ocasionais elucidando melhor a estória natural do grupo 
Estas vespas ocorrem em diversas regiões subtropicais e tropicais do mundo, sendo os dois primeiros gêneros citados mais adiante os mais difundidos. São conhecidas pouco mais de 20 espécies, que pertencem os seguintes gêneros: Caenosclerogibba, Sclerogibba, Probethylus e Pterosclerogibba, sendo que o último é extinto, fóssil.
No Brasil, são conhecidas pelo menos 3 espécies bem distribuídas.